# Proposta d'esmena sobre el prorrateig del Congrés de la Constitució dels Estats Units
La proposta d'esmena sobre el prorrateig del Congrés (també coneguda com el primer article) és una esmena proposada de la Constitució dels Estats Units d'Amèrica, va ser una de les dotze esmenes a la Constitució dels Estats Units aprovades pel Primer Congrés dels Estats Units el 25 de setembre de 1789 i enviades a les legislatures dels diversos estats per ser ratificat. L'objectiu de l'esmena és determinar la mida apropiada de la Cambra de Representants i el prorrateig apropiat de representants entre els estats després de la realització del cens per mandat constitucional cada deu anys. És l'única de les dotze esmenes que roman inoperant, ja que no ha estat ratificat per suficients estats perquè es converteixi en part de la Constitució. Deu de les esmenes van ser ratificats el 1791, convertint-se respectivament en la primera i desena esmenes a la Constitució, conegudes col·lectivament com la Carta de Drets. El 1992, una altra esmena va ser ratificada, convertint-se en la Vint-setena Esmena.
El 28 de gener de 1790, l'Assemblea General de Delaware va ratificar onze de les esmenes presentades, rebutjant només aquesta proposta d'esmena. Com a resultat, va faltar un vot a l'esmena quan la resta d'esmenes des de la tercera al dotzena es van certificar dos anys més tard com a part de la Constitució. L'esmena va continuar tenint menys de les tres quartes parts requerides per a l'aprovació durant la major part del període entre 1791 i 1803, després d'aquest període el nombre de vots proporcional va caure encara més a mesura que més i més estats van entrar a la Unió. Donat que el Congrés no va establir un termini per a la seva ratificació, l'esmena sobre el prorrateig del Congrés està encara en tràmit davant els estats. En l'actualitat, es necessiten el vot favorable de 27 estats més per a poder adoptar aquesta esmena.

## Text
El text de l'esmena sobre el prorrateig del Congrés a la constitució dels Estats Units diu així:
| « | (català) Després de la primera enumeració requerida per l'article primer de la Constitució, hi haurà un representant per cada trenta mil, fins que el nombre ascendirà a cent, després de la qual cosa la proporció haurà d'estar regulada pel Congrés, que haurà no menys de un centenar de representants, ni menys d'un representant per cada quaranta mil persones, fins que el nombre de representants ascendirà a dos-cents; després de la qual cosa la proporció haurà d'estar regulada pel Congrés, que no serà inferior a dos-cents representants, ni més d'un representant per cada cinquanta mil persones. | (anglès) After the first enumeration required by the first article of the Constitution, there shall be one Representative for every thirty thousand, until the number shall amount to one hundred, after which the proportion shall be so regulated by Congress, that there shall be not less than one hundred Representatives, nor less than one Representative for every forty thousand persons, until the number of Representatives shall amount to two hundred; after which the proportion shall be so regulated by Congress, that there shall not be less than two hundred Representatives, nor more than one Representative for every fifty thousand persons. | » |